# Punta de la Creueta (Horta de Sant Joan)
La Punta de la Creueta és una muntanya de 1.102 metres que es troba al municipi d'Horta de Sant Joan, a la comarca de la Terra Alta.